# Zschock (Adelsgeschlecht)

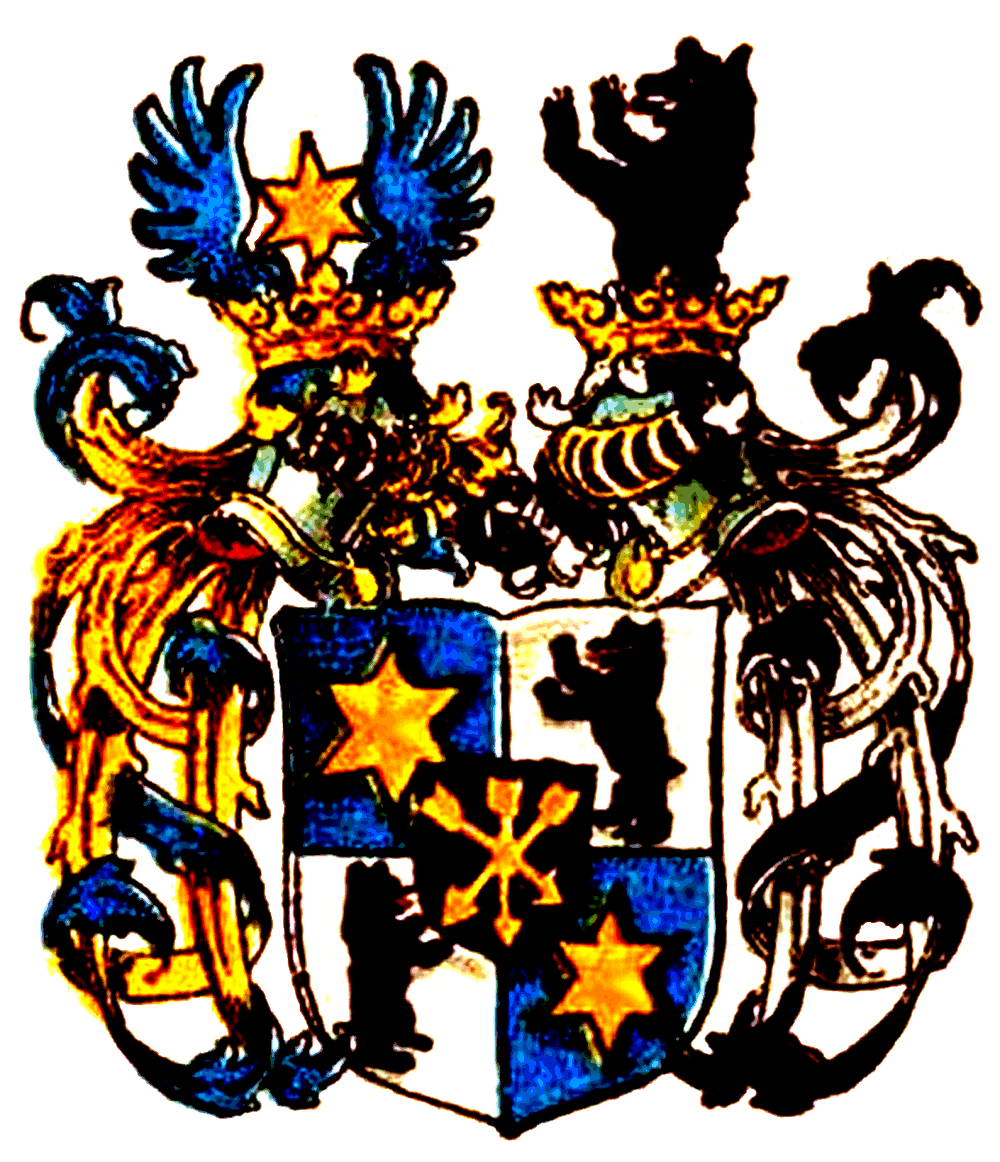
Wappen derer von Zschock

Zschock ist der Name eines österreichisch-preußischen Adelsgeschlecht, familientradiert ungarischer Abstammung.

## Geschichte
Der Überlieferung nach soll die evangelische Familie einem ungarischen Adelsgeschlecht entstammen. Die gesicherte Stammreihe beginnt mit dem Bürgermeister von Soldin Johann George Zschock († 1715). Seine drei Söhnen wurden Stifter jeweils eigener Linien, deren Glieder mehrere Adelsrenovationen erfahren hatten.
So wurde der nachmalige kaiserliche General Christian Gottlieb von Zschock (1694–1766) von Kaiser Karl VI. 1738 in Wien mit dem Prädikat Edler von in den Ritterstand des Heiligen Römischen Reiches erhoben. Seine Deszendenz ist im 19. Jahrhundert erloschen.
In Preußen erhielten der Geheime Finanz-, Kriegs- und Domänenrat Johann Heinrich von Zschock (1733–1801) und der Freikorporal im Infanterieregiment „Gaudi“ (Nr. 44) Siegfried Karl Christian von Zschock († 1794) von König Friedrich Wilhelm II. im Februar und April 1787 in Berlin unabhängig voneinander die Adelsbestätigung bzw. Adelslegitimation. König Friedrich Wilhelm III. hat 1827 in Berlin schließlich auch dem Superintendenten in Ückermünde Ludwig Friedrich von Zschock (1751–1842) den Adel bestätigt und erneuert.
Das Gut Starpel, heute ein Ortsteil der Gemeinde Liebenau im ehemaligen Kreis Züllichau-Schwiebus war seit 1853 in Familienbesitz.

## Angehörige
- Christian Gottlieb von Zschock (1694–1766), kaiserlicher General
- Otto Gottlieb von Zschock (1734–1807), kaiserlicher Generalmajor
- Christian Gottlieb Georg von Zschock (1737–1809), preußischer Generalmajor
- Otto von Zschock (1792–1866), kaiserlicher Generalmajor[2]
- Johann Gottlieb Ludwig von Zschock (1810–1879), Jurist, Legationsrat, Jurist, Legationsrat
- Ludwig von Zschock (1839–1890), Mitglied des Abgeordnetenhauses des österreichischen Reichsrats[2][3]
- Adolph Ernst von Zschock (1877–1955), Künstler
- Carl von Zschock, Rittmeister
- Stefan von Zschock (* 1975), deutscher Fußballspieler

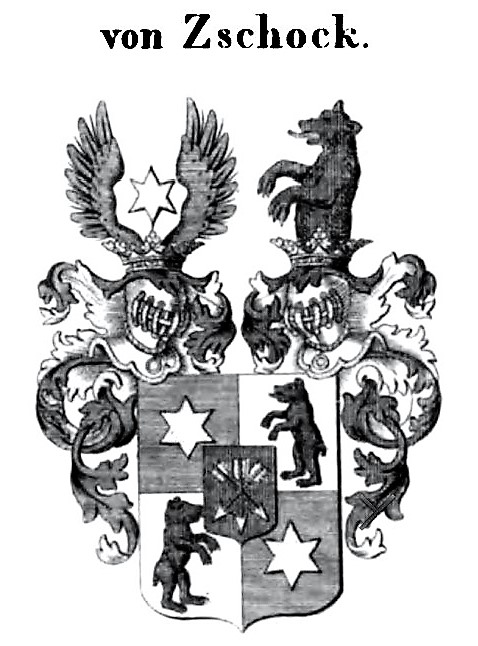
Wappen derer von Zschock

## Wappen
Das Wappen (1787 und 1828) ist geviert mit einem Herzschild, darin in Schwarz drei abwärtsgeschrägte goldene Pfeile. In 1 und 4 in Blau ein goldener Stern; in 2 und 3 in Silber ein einwärtsgekehrter schwarzer Bär. Zwei gekrönte Helme, auf dem rechten mit blau-goldenen Decken der Stern zwischen offenem blauen Flug, auf dem linken mit schwarz-silbernen Decken der Bär wachsend.